# Juan Bautista Arriaza y Superviela

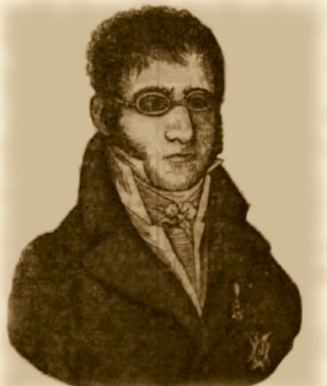
Don Juan Bautista Arriaza y Superviela (1770–1837), spanischer Staatsmann und Dichter.

Don Juan Bautista Arriaza y Superviela (* 27. Februar 1770 in Madrid; † 22. Januar 1837 ebenda) war spanischer Staatsmann und Dichter.

## Leben
Arriaza y Superviela erfuhr seine Ausbildung an der Militärakademie in Segovia. Im Anschluss daran trat er in das Diplomatische Korps seines Landes ein und bekam 1798 eine Anstellung als Legationssekretär in der Gesandtschaft in Paris; später wechselte er in gleicher Funktion nach London.
Ende 1807, nach dem geheimen Abkommen von Fontainebleau, kehrte Arriaza y Superviela nach Spanien zurück und nahm am Krieg gegen Napoleon teil. Er zeigte sich fortan als eifriger Anhänger des absoluten Königtums, weshalb ihn König Ferdinand VII. zu seinem Rat und Kabinettssekretär, zum Offizial im Ministerium des Auswärtigen und zum Kammerherrn und Ritter ernannte.
Arriaza y Superviela starb fünf Wochen vor seinem 67. Geburtstag am 22. Januar 1837 in Madrid.

## Rezeption
Arriaza y Supervielas politische Tätigkeit, deren Prinzipien er in den Discursos patrioticos ausgesprochen hat, ging mit der poetischen Hand in Hand. Als Dichter ist Arriaza Meister der Form, weniger originelles Genie.

## Werke (Auswahl)
- Las primicias. 6. Auflage. Madrid 1829–32 (2 Bde.).
- Emilia. Madrid 1803 (ein didaktisch beschreibendes Gedicht).
- Cantos Patrióticos. 3. Auflage. Madrid 1815 (besonders die glut- und schwungvollen Gesänge, welche die spanischen Guerilleros zum Todeskampf gegen die Franzosen anfeuerten).
- Profecía del Pirineo. Madrid 1808 (eine politische Ode, die an Kraft und Wirkung der Marseillaise gleichkommt).
- Ferdinand Wolf (Hrsg.): Floresta de rimas modernas castellanas. Paris 1837 (2 Bde., hier speziell Band 2.; eine Auswahl lyrischer Gedichte).